# Ленинка (Московская область)
Ленинка — деревня в Рузском районе Московской области России, входит в состав сельского поселения Дороховское. Население — 38 человек (на 2006 год). До 2006 года Ленинка входила в состав Космодемьянского сельского округа.
Деревня расположена на юге района, примерно в 30 километрах к югу от Рузы, на безымянном ручье — левом притоке реки Исьма, высота центра над уровнем моря — 185 м. Ближайший населённый пункт — село Богородское в полукилометре западнее.